# Корнешти (Гарбау)
Корнешти (рум. Cornești) насеље је у Румунији у округу Клуж у општини Гарбау. Oпштина се налази на надморској висини од 462 m.

## Становништво
Према подацима из 2011. године у насељу је живело 169 становника.